# Wortfigur
Wortfiguren oder auch Ausdrucksfiguren sind rhetorische Figuren bzw. Stilmittel. Sie operieren auf der textuellen Oberfläche und entstehen durch Umstellung, Hinzufügen oder Entfernen von Wörtern.
Als Wortfiguren sind einzuordnen:
- Accumulatio
- Anadiplose
- Anapher
- Anastrophe
- Antiklimax
- Aphärese
- Apokope
- Archaismus
- Asyndeton
- Binnenmajuskel
- Brachylogie
- Buchstabendreher
- Chiffre
- Diärese
- Elision
- Ellipse
- Enumeration
- Epanalepse
- Epitheton
- Epipher
- Geminatio
- Hendiadyoin
- Hiat/Hiatus
- Hypallage
- Hysteron-Proteron
- Inflektiv
- Inversion
- Klimax
- Komposita / Kompositum
- Kyklos
- Neologismus
- Oxymoron
- Pleonasmus
- Polysyndeton
- Repetitio
- Symploke
- Tautologie
- Zeugma